# درخواست توضیح
در فناوری اطلاعات و ارتباطات، درخواست توضیح یک نوع انتشار از جامعه فناوری است. درخواست توضیح ممکن است از جاهای مختلفی از جمله کارگروه مهندسی اینترنت (IETF)، نیروی کار پژوهشی اینترنتی (IRTF)، انجمن معماری اینترنت (IAB) یا از نویسندگان مستقل باشد. سیستم RFC توسط انجمن اینترنت (ISOC) پشتیبانی می‌شود.

## تاریخچه
آغاز فرمت درخواست توضیح در سال ۱۹۶۹ به عنوان بخشی از پروژه ARPANET معرفی شد.